# 喬爾尼伊
50°12′36″N 23°30′10″E / 50.21000°N 23.50278°E
喬爾尼伊（烏克蘭語：Чорнії），是烏克蘭西部的村莊，隸屬利維夫州的利維夫區。該村面積0.52平方公里，2001年人口36，人口密度每平方公里69.23人。